# Arittake no ai de
Az Arittake no ai de (ありったけの愛で) Gackt japán énekes kislemeze, mely 2005. január 26-án jelent meg a Nippon Crown kiadónál. Hetedik helyezett volt az Oricon heti slágerlistáján és hét hétig szerepelt rajta.

## Számlista
| #  | Cím                                                                                               | Hossz |
| -- | ------------------------------------------------------------------------------------------------- | ----- |
| 1. | Arittake no ai de (ありったけの愛で)                                                              | 3:56  |
| 2. | Kono joru ga ovaru mae ni (この夜が終わる前に; Hepburn: Kono Yoru ga Owaru Mae ni)                | 5:01  |
| 3. | Arittake no Ai de (ありったけの愛で) (Instrumental)                                               | 3:55  |
| 4. | Kono joru ga ovaru mae ni (この夜が終わる前に; Hepburn: Kono Yoru ga Owaru Mae ni) (Instrumental) | 4:53  |